# John Stevens (politician)
John Stevens este un om politic britanic, membru al Parlamentului European în perioadele 1989-1994 și 1994-1999 din partea Regatului Unit.
1. ↑  John Christopher Courtenay Stevens, The Peerage
2. 1 2  The Peerage
3. ↑  Deputații în Parlamentul European